# Alvary Gascoigne
Sir Alvary Douglas Frederick Gascoigne, GBE, KCMG (* 6. August 1893; † 18. Januar 1970) war ein britischer Diplomat, der unter anderem zwischen 1951 und 1953 Botschafter in der Sowjetunion war.

## Leben

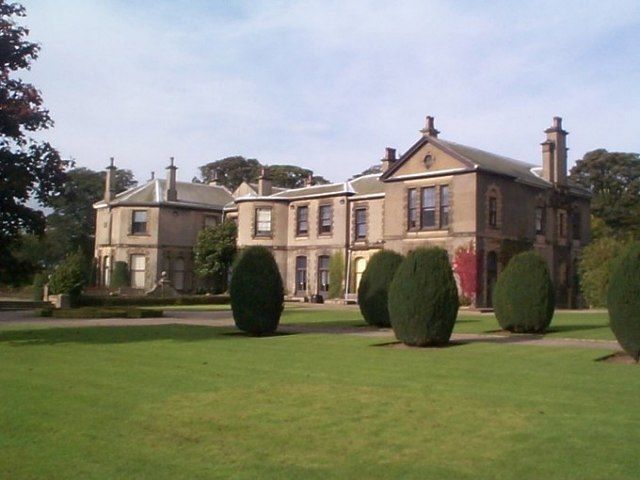
Alvary Gascoigne war seit dem Tode seines Vaters 1937 Eigentümer des Landhauses Lotherton Hall in West Yorkshire und lebte dort bis zu seinem Tode 1970

Alvary Douglas Frederick Gascoigne, Sohn von Colonel Frederick Richard Thomas Trench-Gascoigne und dessen Ehefrau Laura Gwendolen Douglas Galton, trat nach der Schulausbildung in den Militärdienst ein und nahm am Ersten Weltkrieg zunächst als Second Lieutenant der 6th (Inniskilling) Dragoons sowie ab 1915 als Lieutenant der Feldartillerieabteilung der Coldstream Guards teil. 1921 trat er in den diplomatischen Dienst ein und fand daraufhin Verwendungen an zahlreichen Auslandsvertretungen sowie im Außenministerium (Foreign Office). 1925 wurde er zunächst Zweiter Sekretär sowie 1933 Erster Sekretär im Außenministerium. 1939 übernahm er den Posten als Generalkonsul in Tanger und war dort bis 1944 tätig. Während dieser Zeit wurde er 1920 für seine Verdienste Companion des Order of St Michael and St George (CMG).
Nach Ende des Zweiten Weltkrieges fungierte Gascoigne zwischen 1945 und 1946 zunächst kurzzeitig Politischer Repräsentant in Ungarn sowie im Anschluss von 1946 bis zu seiner Ablösung durch Esler Dening 1951 Politischer Repräsentant in Japan. Am 1. Januar 1948 wurde er zum Knight Commander des Order of St Michael and St George (KCMG) geschlagen, so dass er fortan den Namenszusatz „Sir“ führte. Zuletzt löste er 1951 David Victor Kelly als Botschafter in der Sowjetunion ab und verblieb auf diesem Posten bis zu seinem Eintritt in den Ruhestand 1953, woraufhin William Hayter seine dortige Nachfolge antrat. Am 1. Januar 1953 wurde er zudem zum Knight Grand Cross des Order of the British Empire (GBE) erhoben.
Alvary Gascoigne war zwei Mal verheiratet. Aus seiner ersten 1916 geschlossenen und geschiedenen Ehe mit Sylvia Wilder, Tochter des Brigadegenerals der US Army Wilber Elliott Wilder, gingen ein Sohn und eine Tochter hervor. Die zweite 1935 geschlossene Ehe mit Lorna Priscilla Leatham blieb kinderlos. Seit dem Tode seines Vaters 1937 war er Eigentümer des Landhauses Lotherton Hall in West Yorkshire.